# Podorugla
Podorugla (cyr. Подоругла) – wieś w Bośni i Hercegowinie, w Republice Serbskiej, w gminie Mrkonjić Grad. W 2013 roku liczyła 921 mieszkańców.